# Hans Johnsrud

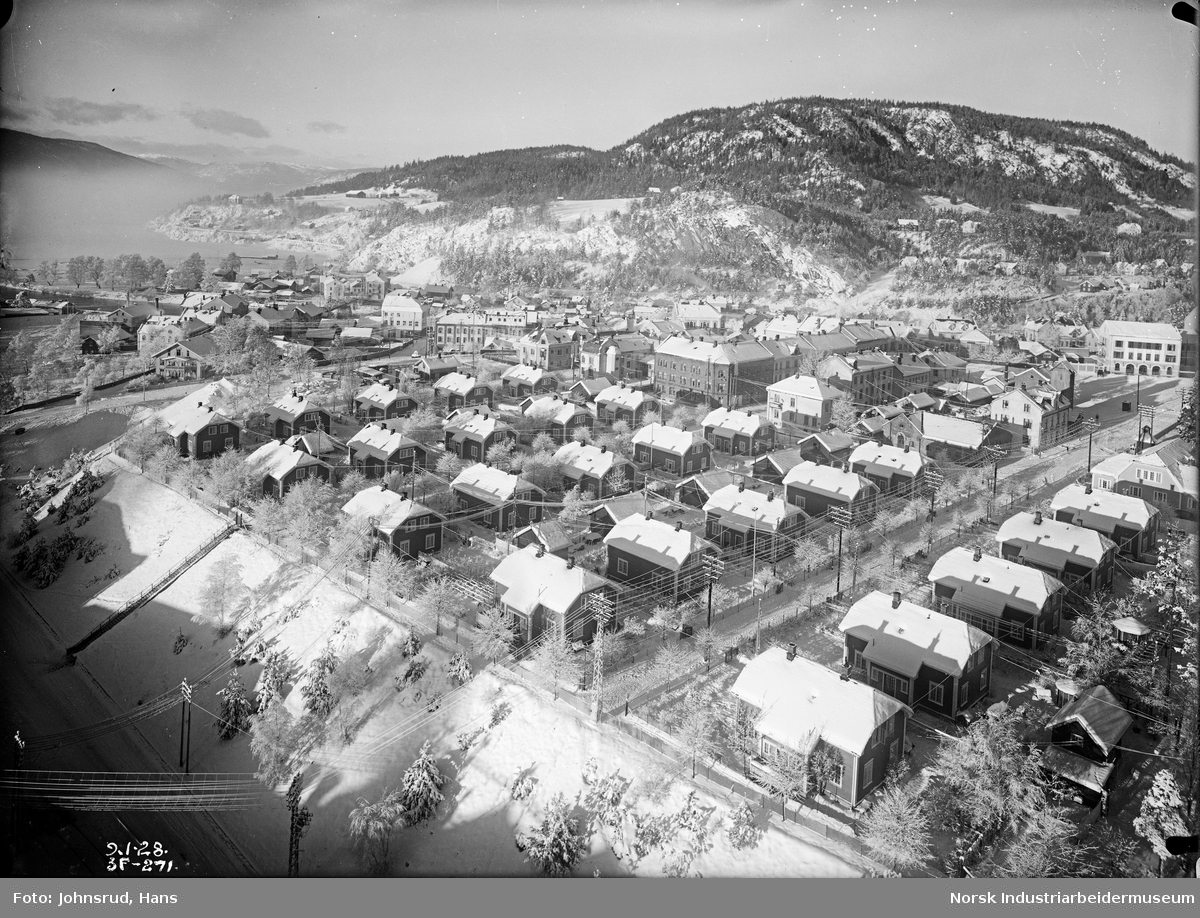
Pohled na Grønnbyen

Hans Johnsrud (1. června 1888 Norderhov – 26. prosince 1967) byl norský fotograf působící ve městě Notodden.

## Životopis
Byl synem farmáře Ole Amundsena Johnsruda a Berthy Marie Heggen. V roce 1914 se oženil s Annou Rørkoll, dcerou Lise a Antoni Rørkollových. Měli syna a tři dcery.
Absolvoval tříleté učňovské vzdělání od roku 1904 v Larviku a v Sandefjordu u Lauritze L.Bryna. Po vyučení šel pracovat k fotografovi Adolfu Johansenovi na Hønefoss. V Kodani působil v letech 1909–1910 a v Berlíně 1911–1912. V roce 1915 převzal po fotografu Jorgensenovi podnik v Notoddenu, který také provozoval fotograf Johan Wangberg, který jej převzal v roce 1902 po Heinrichu Louisi Sophusu Kørnerovi, který přišel do Notoddenu asi v roce 1891.
Spolu s Johnsrudem řídila firmu asi od roku 1950 jeho dcera Ragne Johnsrud a firmu převzala i po otcově smrti v roce 1967. V roce 1971 svěřila podnikání Thomasu Brynovi.
Johnsrud zastával důvěrné pozice ve fotografických organizacích, byl předsedou Norského Fotografforbund po dobu 4 let a čestným členem se stal v roce 1960. Účastnil se mimo jiné mnoha výstav, například Americké výstavy "největší na světě" v roce 1923 byl jako jeden z 251 vystavovatelů. Získal dvě zlaté medaile, 1 stříbrnou medaili a 1. cenu. Johnsrud měl mnoho zakázaek pro společnost Norsk Hydro na Notoddenu.